# Ochrus
Ochrus is een kevergeslacht uit de familie van de boktorren (Cerambycidae). De wetenschappelijke naam van het geslacht werd voor het eerst geldig gepubliceerd in 1869 door Lacordaire.

## Soorten
Ochrus omvat de volgende soorten:
- Ochrus chapadense Napp & Martins, 1982
- Ochrus duplicatus Napp & Martins, 1982
- Ochrus grammoderus Lacordaire, 1869
- Ochrus ornatus (Fisher, 1935)
- Ochrus tippmanni (Lane, 1956)
- Ochrus trifasciatus Dalens & Touroult, 2011